# Ісякаєво (Біжбуляцький район)
Ісяка́єво (рос. Исякаево, башк. Иҫәкәй) — село у складі Біжбуляцького району Башкортостану, Росія. Входить до складу Сухоріченської сільської ради.
Населення — 129 осіб (2010; 157 в 2002).
Національний склад:
- башкири — 94 %